# Moncada (Tarlac)
Moncada é um município de  primeira classe de renda municipal (d) na província Tarlac, nas Filipinas. De acordo com o censo de 1 de maio  de  2020 possui uma população de 62 819 pessoas e 15 606 domicílios.